# Gisele Ben-Dor
Gisèle Ben-Dor (nacida Buka; 26 de abril de 1955) es una directora de orquesta estadounidense israelí de origen uruguayo.

## Directora
Ben-Dor nació en Montevideo, Uruguay; sus padres fueron inmigrantes polacos. Se graduó de la Academia de Música Rubin, de la Universidad de Tel Aviv y de la Escuela de Música de Yale, y también estudió con Mendi Rodan en Jerusalén. Realizó su debut como directora con la Orquesta Filarmónica de Israel interpretando La Consagración de la Primavera de Stravinsky; evento televisado y transmitido por la BBC en toda Europa e Israel. Como directora invitada activa en todo el mundo y directora musical en Estados Unidos, Gisele Ben Dor ha tenido un papel crucial en el rejuvenecimiento y la promoción de la música de América Latina, la cual interpreta en conciertos, festivales y grabaciones. El talento de Ben-Dor fue reconocido por Leonard Bernstein, con quien compartió escenario en Tanglewood y en los Festivales de Música de Schleswig-Holstein. Desde entonces, se desempeñó como Directora Musical de la Orquesta Sinfónica de Santa Bárbara, la Orquesta de Cámara Pro-Arte de Boston y la Sinfónica de Annapolis, así como Directora Residente de la Sinfónica de Houston y la Orquesta de Louisville. También ha dirigido la Filarmónica de Nueva York, la Orquesta Sinfónica de Londres, la Filarmónica de Los Ángeles, la Orquesta Nacional de Gales de la BBC, la Filarmónica de Helsinki, la Orquesta de Minnesota, la Sinfónica de Houston, la Orquesta de la Suisse Romande, la Sinfónica del Nuevo Mundo, la Orquesta Filarmónica de Róterdam, la Filarmónica de Seúl, la Filarmónica de Israel, Orquesta de Cámara de Israel, Nueva Ópera de Israel, Orquesta Sinfónica de Jerusalén, orquestas adicionales en los Países Bajos, varias orquestas en Francia (Ille de France, Lille, Cannes, Montpelier, Metz, Picardía ), Italia, España, Australia y Sudamérica, entre muchas otras en todo el mundo. Ben-Dor es actualmente Directora Laureada de la Orquesta Sinfónica de Santa Bárbara y Directora Emérita de la Boston Pro-Arte Chamber Orchestra, cargo para el que fue elegida exclusivamente por los músicos y al que regresa a menudo como directora invitada. Ganadora del Premio Bártok de la Televisión Húngara, Ben-Dor también ha dirigido varias orquestas de Europa del Este en Hungría, Checoslovaquia, la ex Yugoslavia y Bulgaria.

## Trabajo con música latinoamericana
Uruguaya de nacimiento y criada en ese país, Gisele Ben-Dor es una defensora de la música latinoamericana, en particular las obras de Ginastera, Villa-Lobos, Revueltas, Piazzolla y Luis Bacalov, y es considerada como una de las exponentes más reconocidas de este repertorio. Recientemente, Warner Classics publicó "The Vocal Album", con música de Alberto Ginastera, con la participación de Plácido Domingo, Ana María Martínez y Virginia Tola. Antes de trabajar con Georgina Ginastera, la hija del compositor, creó el "Festival de Tango y Malambo", una amplia fiesta de diez días de conciertos, bailes y películas que celebran el tango urbano y universalmente admirado y el menos familiar y rústico Malambo. En 2000, creó el Festival Revueltas, mostrando todos los aspectos de la música del compositor mexicano. Entre sus principales interpretaciones de las obras de Ginastera destacan una nueva producción y estreno europeo de su última ópera, Beatrix Cenci, en el Grand Théâtre de Genève, así como Turbae ad Passionem Gregorianam en Madrid, también un estreno europeo. Ha grabado varios CD de música de compositores latinoamericanos, todos con grabaciones de estreno mundial. También realizó una grabación de la música de Piazzolla y Juanjo Mosalini con la Boston Pro-Arte Chamber Orchestra, una grabación de la última ópera de Ginastera, así como otra grabación de la música de Bartok.

## Puestos
- Directora laureada, Orquesta Sinfónica de Santa Bárbara, 2006 hasta el presente
- Directora musical, Orquesta Sinfónica de Santa Bárbara, 1994–2006
- Directora emérita, Boston Pro -Arte Chamber Orchestra, 2000-presente
- Directora musical, Boston Pro -Arte Chamber Orchestra, 1991–2000
- Asesora artística en el concurso mundial de piano, Cincinnati, 1996, 1997, 2006, 2008, 2009
- Directora musical, Sinfónica de Annapolis, 1991-97
- Orquesta Filarmónica de Nueva York, asistente de dirección musical Kurt Masur, 1992–2002
- Directora residente, Orquesta Sinfónica de Houston, 1988-91, y director asistente del director musical Christoph Eschenbach
- Asistente de dirección, Louisville Orchestra (Ky), 1987–88
- Directora musical, Norwalk Youth Symphony, Connecticut, 1984–87
- Directora musical, Instituto "Ivria", Montevideo, Uruguay, 1969-1973

## Grabaciones
- Alberto Ginastera, extractos de la ópera "Don Rodrigo" (estreno mundial), Cantata "Milena", Cinco Canciones Populares Argentinas (versión orquestal de Cinco Canciones Populares Argentinas, op.10, de Shimon Cohen, estreno mundial), Sinfónica de Santa Bárbara, con Plácido Domingo, Virginia Tola y Ana Maria Martinez (EMI, Paris )
- Soul of Tango, obras de estreno mundial de Astor Piazzolla y Luis Bacalov. Orquesta Sinfónica de Santa Bárbara, con Juanjo Mosalini, Virginia Tola y Luis Bacalov (Delos)
- Alberto Ginastera, "Estancia" - ballet completo (estreno mundial), "Panambi" - ballet completo. London Symphony Orchestra, con Luis Gaeta. (Conifer) El álbum fue nominado al Grammy y ha sido reeditado por Naxos.[5]
- Alberto Ginastera, “Glosas sobre temas de Pablo Casals”, tanto en versión completa para orquesta como en cuerda (estreno mundial) y “Variaciones Concertantes”. London Symphony Orchestra, Israel Chamber Orchestra (Koch International, reeditado por Naxos)
- Alberto Ginastera, "Ollantay", "Popol-Vuh", Suite de Danzas Nativas (versión orquestal de Suite de Danzas Criollas, op. 15, de Shimon Cohen, estreno mundial) y Suites de "Estancia" y "Panambi". BBC Orchestra of Wales, Orquesta Sinfónica de Jerusalén, Orquesta Sinfónica de Londres (Naxos)
- Silvestre Revueltas, "La Coronela" - ballet (estreno mundial), "Itinerarios", "Colorines", Santa Barbara Symphony Orchestra, English Chamber Orchestra (Koch International)
- Béla Bartók, "For Children", Divertimento, Danzas populares rumanas . Orquesta de Cámara de Solistas de Sofía (Centaur Records)
- Ezra Sims, (CRI), Boston Pro-Arte Chamber Orchestra

## Vida personal
Nacida y criada en Uruguay en una familia de padres polacos, estudió en la Academia de Música Rubin en Tel-Aviv y en la Escuela de Música de Yale antes de residir en los Estados Unidos. Se convirtió en ciudadana estadounidense en el año 2000.